# Asesinato de Viterbo Villamar
El asesinato de Viterbo Villamar, un ecuatoriano de 45 años que trabajaba como cuidador, ocurrió el 8 de marzo de 2000 en la localidad de Montgat, España. Cristian Gaviria, el asesino confeso, fue arrestado en 2017 en Colombia y condenado en 2020 a 15 años de prisión. Las investigaciones determinaron que se trató de un crimen homófobo.

## Hechos
Tras una tarde en un centro de día, el exconcejal de Montgat, Josep Maria Abad, regresó a su casa pero no pudo entrar ya que su cuidador, el ecuatoriano de 45 años Viterbo Anilo Villamar Guerrero, no respondía al timbre de la puerta. Cuando el hijo de Abad pudo ingresar al domicilio se encontró el cuerpo de Víctor, como los vecinos conocían a Villamar, totalmente desnudo, cubierto de sangre por las 17 cuchilladas que recibió y una margarita de plástico en una de sus orejas. En la pared donde se encontró el cadáver el asesinó escribió con la sangre de la víctima «Hitler tenía razón» y «KKK».

## Investigación policial
Tras realizar las primeras diligencias, la Guardia Civil no pudo determinar los responsables del crimen ni el móvil.
En 2016, a pocos años de prescribir el crimen, el caso fue reabierto por la jueza titular del juzgado número 1 de Badalona y encargó las investigaciones a la división de investigación criminal de los Mozos de Escuadra.
En 2021 el suceso fue el tema central de un capítulo del programa de true crime Crims, de TV3 y conducido por Carles Porta.